# Safoura Kaboré
Safoura Kaboré, née le 6 août 1988 à Ouagadougou, est une actrice comédienne burkinabè. Elle a joué dans plusieurs pièces théâtrales de Aristide Tarnagda, Odile Sankara, Dieudonné Niangouna, Christian Schiaretti, Isabelle Pousseur…

## Biographie

### Enfance et études
Safoura, naît à Ouagadougou en 1988. Dès la classe de 6è, elle intègre la troupe théatrale – gombo.com-. Elle suit plusieurs formations en théâtre dans des centres nationaux et internationaux. Produit de la première promotion du Laboratoire ELAN des Récréâtrales, elle joue dans la pièce – La tribu de la gloire- avec la troupe « Eclat de Sosaf ». Safoura joue plus tard au théâtre national belge, le théâtre Océan Nord et le théâtre populaire de Lyon,.

## Spectacles
- 2014 : L’Odeur des Arbres de Koffi Kwahulé dans une mise en scène d'Isabelle Pousseur dans les cadres des Récréâtrales à Ouagadougou. Avec le théâtre Océans Nord de la Belgique. La pièce a été jouée dix fois entre Ouagadougou et la Belgique.
- 2017 : Sank ou la patience des morts de Aristide Tarnagda, dans une mise en scène d’Aristide Tarnagda avec la compagnie la Guimbarde, dont un mois de représentation à Avignon, et une semaine en Belgique.
- 2018 : Musika de Aristide Tarnagda, dans le cadre des Récréatrales, dans une mise en scène de Odile Sankara
- 2019 : Victor ou les enfants au pouvoir de Roger Vitrac, dans une mise en scène de Christian Schiaretti, TNP, Lyon (France)
- 2017 : Parole due d’après les poèmes d’Aimé Césaire, dans une mise en scène d’Odile Sankara, dont trois représentations à l’espace Fereen, et quatre fois au Carrefour international de Ouagadougou
- 2017 : Rougbeinka, un roman de Norbert Zongo, dans une adaptation et mise en scène de Paul Zoungrana, Rougbeinka fut joué sept fois entre Koudougou et Ouagadougou
- 2016 : Tragédie du roi Christophe d’Aimé Césaire dans une mise en scène de Christian Schiaretti avec le TNP théâtre national populaire de Lyon. Vingt-quatre représentations au théâtre National Populaire de Lyon et le théâtre des Gémeaux à Sceaux dans la banlieue parisienne.
- 2016 : Babou Roi de Wolé Soyinka dans une mise en scène d’Aristide Tarnagda, avec le carrefour international du théâtre de Ouagadougou pour trente dates.
- 2015 : La Tempête de William Shakespeare, dans une mise en scène de Thierry Roisin avec la compagnie les beaux quartiers de la France dont 14 représentations à Ouagadougou et 8 représentations en France
- 2015 : Façons d’aimer de Aristide Tarnagda, dans une mise en scène d’Aristide Tarnagda, avec la compagnie théâtre Acclamations du Burkina Faso. Cette pièce a été jouée vingt fois entre le Burkina, le Bénin, et la France au festival des Francophonies à Limoges

## Filmographie
- Hé les hommes, hé les femmes, d’Apolline Traoré avec les films Selmons
- On ne mange pas les Mercis, réalisé par Carine Sawadogo avec Aristide Production.
- Tampouré, réalisé avec Inoussa Kabore avec l’ISIS